# Durga Chew-Bose

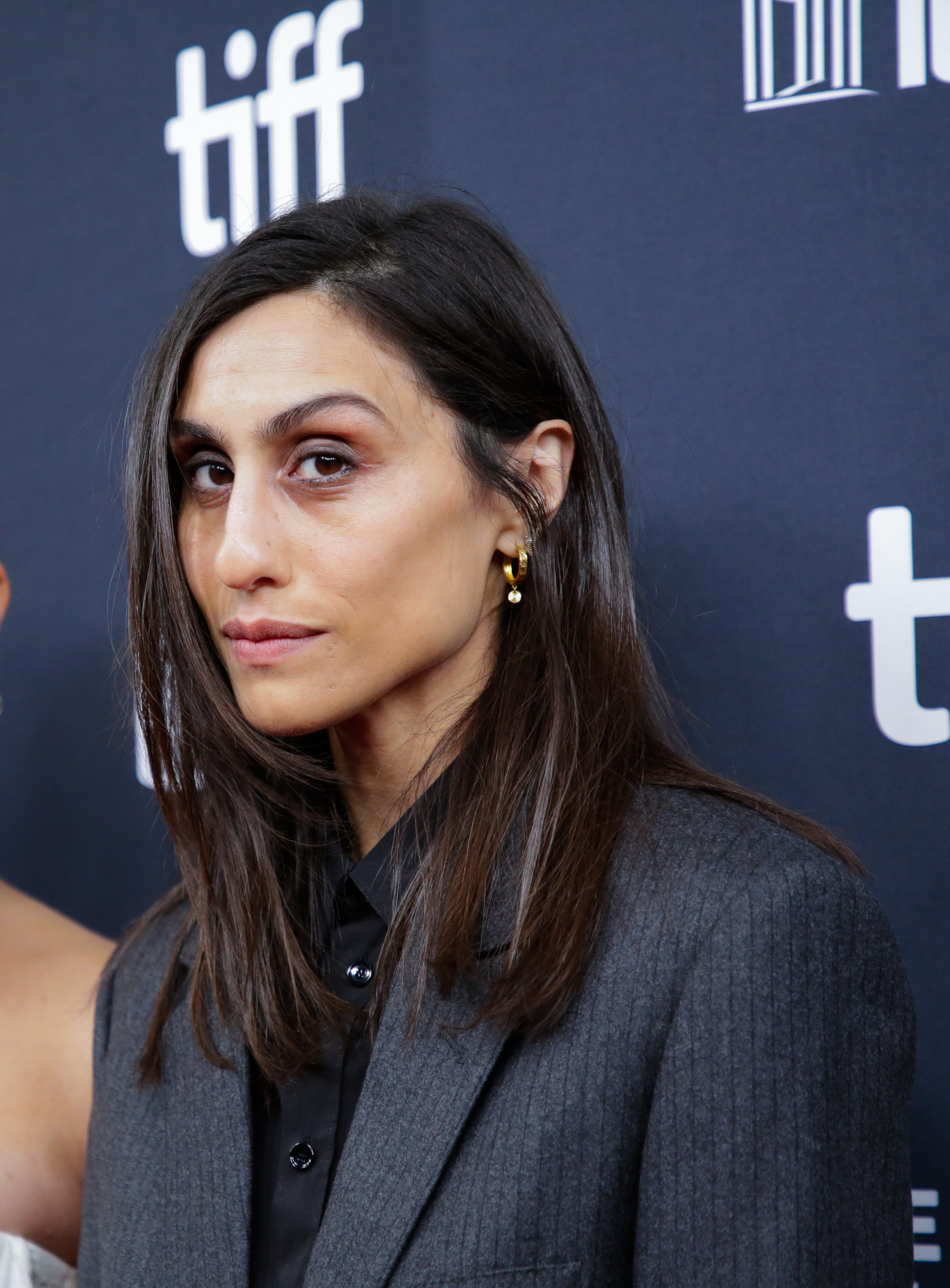
Durga Chew-Bose (2024)

Durga Chew-Bose (* 1986 in Montreal) ist eine kanadische Autorin und Filmemacherin.

## Leben
Durga Chew-Bose wuchs in ihrer Geburtsstadt in Montreal in Kanada auf, ihre Eltern stammen aus Kolkata. Im Alter von 17 Jahren übersiedelte sie in die Vereinigten Staaten, wo sie zwei Jahre lang eine Schule in New Mexico besuchte. Ihre Eltern gaben ihr den Vornamen nach der gleichnamigen Figur im Film Apus Weg ins Leben: Auf der Straße von Satyajit Ray. Sie absolvierte das Sarah Lawrence College und verbrachte ein Jahr an der University of Oxford.
Sie schrieb unter anderem für The Guardian, BuzzFeed, The Hairpin, Rolling Stone, GQ, The New Inquiry, n+1, Interview, Paper, Hazlitt, This Recording, The Globe and Mail und Filmmaker. Am Sarah Lawrence College unterrichtete sie 2016/17 Schreiben. Eine Sammlung ihrer Essays erschien 2017 unter dem Titel Too Much and Not the Mood im Verlag Farrar, Straus and Giroux (FSG).
Ihr Langfilmdebüt gab sie mit Bonjour Tristesse, einer Verfilmung des gleichnamigen Romanes von Françoise Sagan, mit Chloë Sevigny, Claes Bang, Lily McInerny und Nailia Harzoune, zu dem sie das Drehbuch schrieb und bei dem sie Regie führte. Der Film wurde Anfang September 2024 am Toronto International Film Festival (TIFF) in der Sektion Discovery uraufgeführt, wo sie mit dem TIFF Emerging Talent Award ausgezeichnet wurde.

## Publikationen (Auswahl)
- 2017: Too Much and Not the Mood: Essays, Farrar, Straus and Giroux, 2017. ISBN 9780374535957

## Filmografie (Auswahl)
- 2024: Bonjour Tristesse (Regie und Drehbuch)

## Auszeichnungen und Nominierungen (Auswahl)
Toronto International Film Festival 2024
- Auszeichnung mit dem TIFF Emerging Talent Award[13][14]

Variety’s 2025 Directors to Watch (Bonjour Tristesse)